# Cuisine de Trieste
La cuisine de Trieste reflète la réalité humaine et historique de Trieste, ville italienne, chef-lieu de la région autonome de Frioul-Vénétie Julienne et de la province de Trieste, qui accueille depuis des siècles les peuples et les traditions culinaires les plus divers. De cette diversité est née une cuisine particulièrement variée et savoureuse qui a su marier la gastronomie du bassin méditerranéen et avec celle d'Europe centrale.

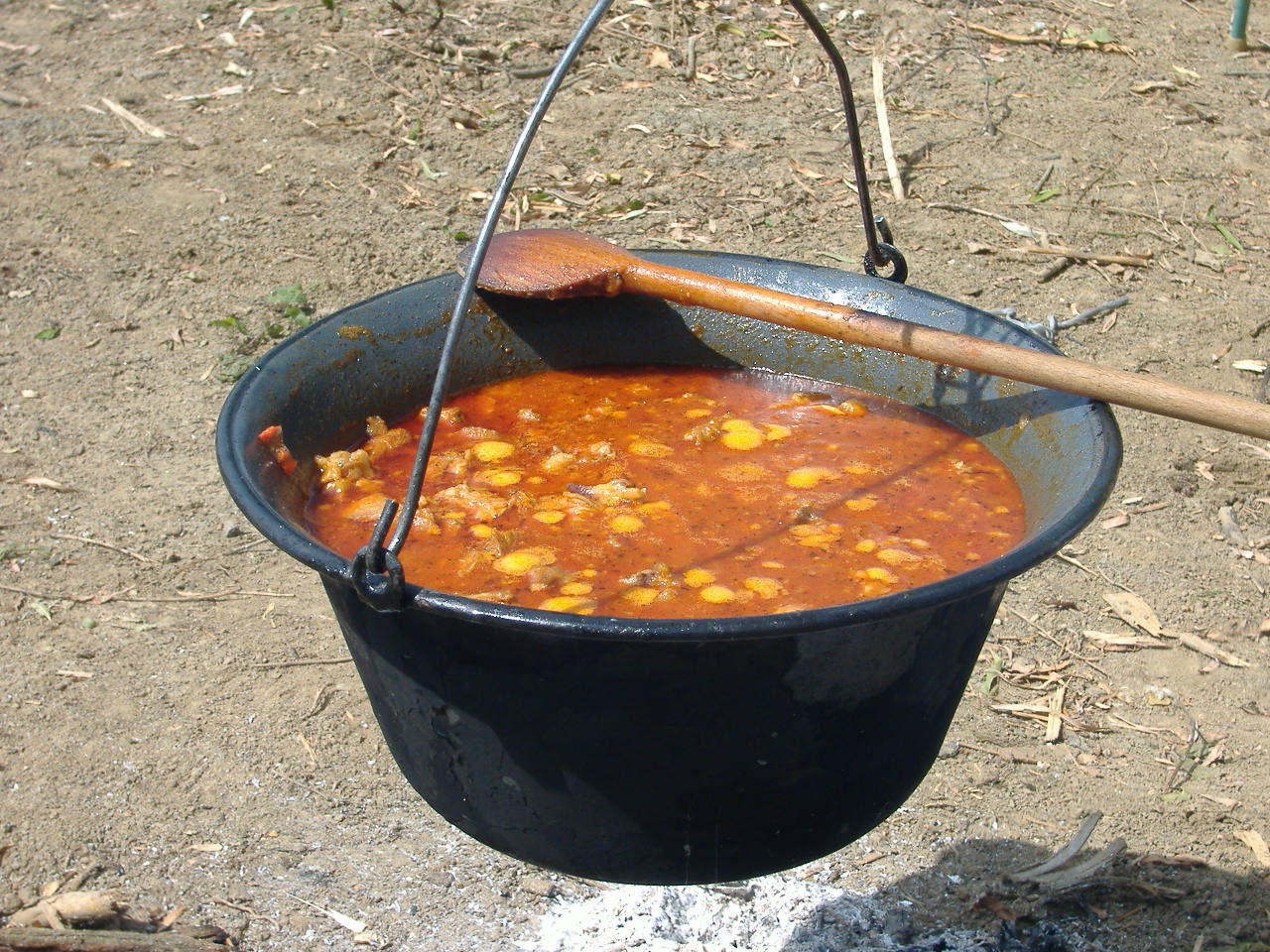
Goulasch.

## Histoire
Ville bimillénaire de fondation pré-romaine, après être devenue un centre urbain d'importance secondaire à l'époque romaine, Tergeste décline à la fin de l'Antiquité et au Moyen Âge. Jusqu'aux premiers siècles de l'ère moderne, elle reste un village muré dans ses fortifications dont l'économie repose essentiellement sur la pêche et sur le commerce du sel. Avec l'instauration de la zone franche en 1719, une nouvelle ère commence pour la ville, caractérisée par un caractère profondément cosmopolite, qui s'accompagne de la naissance d'une cuisine propre à Trieste, qui est un fidèle miroir de ce cosmopolitisme.
Au XVIIIe siècle, et surtout au cours du siècle suivant, la croissance de la ville de l'empire d'Autriche est largement déterminée par l'apport de l'immigration venant principalement des Balkans et d'Europe centrale et, dans une moindre mesure, d'Italie. La grande tradition culinaire méditerranéenne est ainsi représentée principalement par des plats istriens, dalmates, grecs et juifs séfarades, et celle d'Europe centrale par des plats juifs autrichiens, slovaques, hongrois, bohémiens et ashkénazes. Les contributions de deux cuisines, historiquement importantes, sont également difficiles à mesurer compte tenu de leurs caractéristiques spécifiques, dans les deux grands groupes que sont la cuisine frioulane et la cuisine slovène. D'autres influences, même si elles ont moins marquées la gastronomie de Trieste que les précédentes, viennent principalement de Slavonie, de Serbie, des pays du Moyen-Orient et d'Anatolie.
À partir de l'annexion de Trieste à l'Italie en 1918 et, plus encore, à partir des années cinquante du XXe siècle, la composante italo-méditerranéenne de la cuisine typique de Trieste se renforce progressivement avec l'introduction de plats autrefois inconnus qui font aujourd'hui partie des habitudes culinaires de la ville (comme les pâtes, la pizza, etc. ).
En 1927, la journaliste Maria Stelvio (1878-1950) publie le manuel d'art culinaire intitulé Cucina Trieste, initialement conçu comme cadeau de mariage pour sa fille Augusta. La publication du livre de cuisine connait un grand succès, à tel point que Maria Stelvio est embauchée, d'abord au Cercle Culturel Gastronomique de Trieste (Scuola dei cuochi del Lloyd), puis par l'Académie Gastronomique de Rome. Réimprimé en continu avec plus de vingt éditions, le manuel est toujours disponible dans les librairies.

## Caractéristiques
La cuisine traditionnelle de Trieste a la particularité d'être riche non seulement en recettes et en plats de fruits de mer, justifiés par la présence des eaux poissonneuses de la mer Adriatique, mais aussi en viande, compte tenu des liens traditionnels de la ville avec l'arrière-pays du plateau du Karst et le bassin du Danube. Si la cuisine de fruits de mer de Trieste est principalement similaire à celle d'Istrie-Dalmatie, celle composée de viande est liée aux traditions culinaires d'Europe centrale. Les entrées sont savoureuses et variées, tandis que les douceurs et les desserts sont réputés parmi les meilleurs d'Europe.
Les vins du Karst, produits dans la province de Trieste et dans les régions adjacentes appartenant à la Slovénie, sont proposés sur les tables, ainsi que  ceux du Collio gorizian dont la zone de production s'étend sur une grande partie de la province de Gorizia voisine. Les vins du Frioul, blancs et rouges (Colli orientali del Friuli, Friuli-Annia, Friuli-Aquileia, Friuli-Grave etc. ) sont également particulièrement populaires et appréciés.

## Plats typiques

### Primi piatti

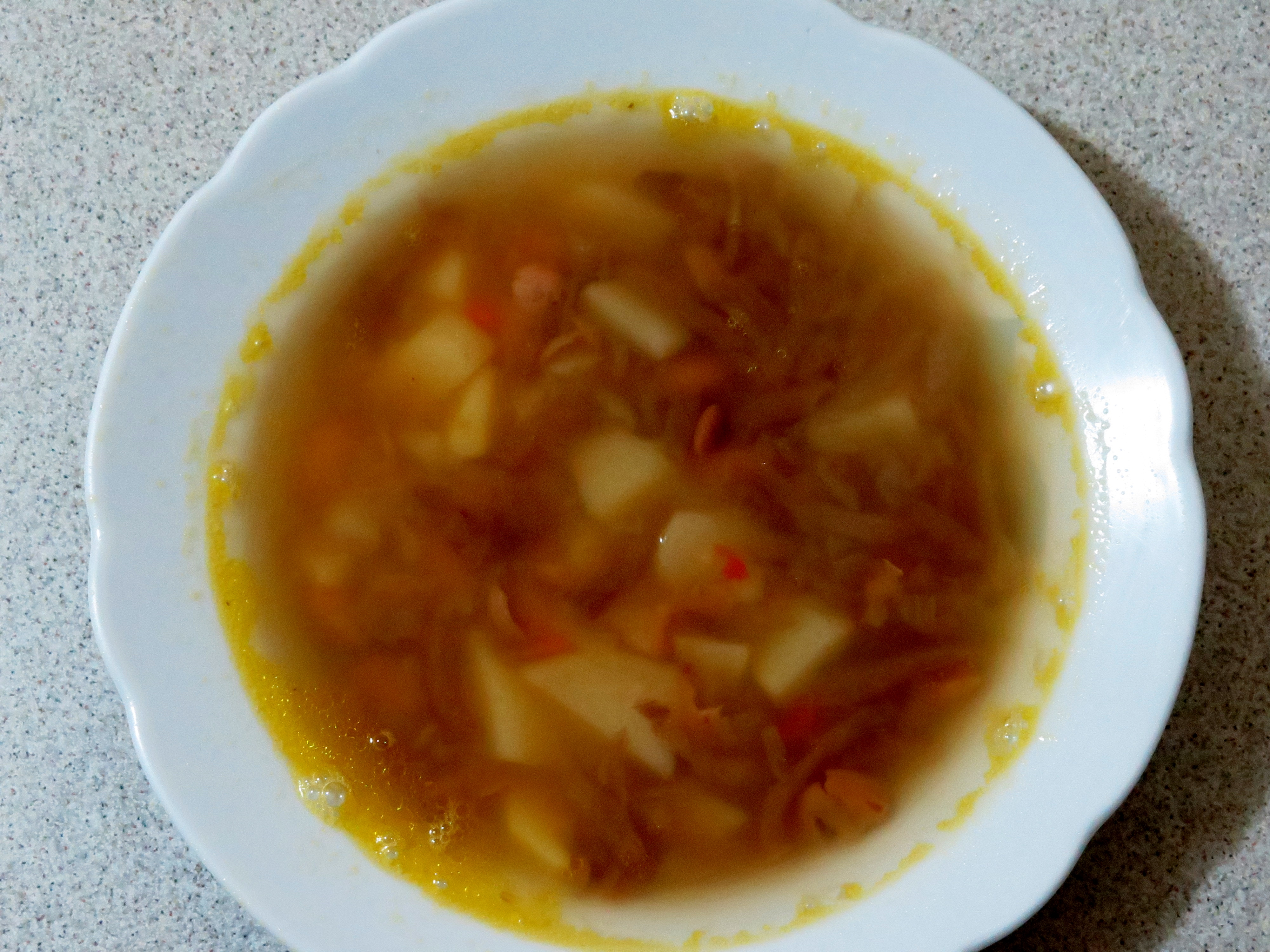
Jota.

Les primi piatti revêtent une importance particulière dans la cuisine de Trieste, composés principalement de soupes, de gnocchis de différents types, de riz et de risottos, et de quelques pâtes farcies.
Les soupes et minestrones particulièrement populaires sont:
- la jota, faite avec de la choucroute, de la pancetta, des haricots et des pommes de terre. Quelques côtelettes de porc et un morceau de saucisse italienne complètent les ingrédients nécessaires à la confection de ce plat d'origine slovène ;
- la minestra de' bobici préparée avec des haricots (éventuellement haricot coco), du maïs (ou bobici), du jambon fumé et une pincée de poivre ;
- la minestra de bisi spacai, une sorte de crème de petits pois secs ;
- la minestra d'orzo e fagioli (soupe à l'orge et aux haricots) est toujours très populaire et répandue dans la ville ;
- Le brodeto (ou brodetto), plat répandu du Molise à l'Istrie (et au-delà), prend différentes formes et variétés selon le lieu où il est cuisiné. Le brodetto de Trieste est généralement préparé avec de petits poissons, les minudaia, auxquels on ajoute des mollusques et des crustacés. Il ne doit pas être confondu avec celui de Grado, dans lequel l'utilisation du turbot est un must.

Les gnocchis et les gnocchetti, de différents types, dont notamment :
- les gnocchi de pan, qui ont comme ingrédients de base du pain rassis, du lait, de l'ail, du persil et du speck ou du jambon de Trieste cru ou cuit ;
- les gnocchi di fegato (gnocchis au foie), également populaires en Istrie et dans le Frioul. Ceux-ci sont probablement d'origine d'Européenne centrale, même si Lošinj revendique parfois leur paternité ;
- les gnocchi de' susini (gnocchis de prunes), préparés avec des prunes dénoyautées, des pommes de terre bouillies, des œufs, de la cannelle et une pincée de sucre. L'utilisation d'abricots secs à la place des pruneaux est déconseillée.

Les riz et les risottos sont aussi répandus :
- le risi e bisi, risotto aux petits pois frais ;
- le riso alla greca (riz à la grecque) avec poivrons et oignons, est servi dans de nombreux restaurants de la ville ;
- le riso e faso est un plat assez courant dans tout le nord-est de l'Italie. À Trieste, il est préparé avec du lardo (ou de la pancetta), du céleri et du laurier.

### Secondi piatti
Le strucolo de pommes de terre est un secondi piatti pauvre dont on a presque perdu la trace : une pâte est faite à partir de gnocchis de pommes de terre, étalée sur environ un centimètre de haut sur un chiffon et saupoudrée de chapelure grillée dans une poêle avec du beurre, après quoi elle est enroulée et enveloppée dans un torchon. Le tissu doit être bien fermé aux extrémités et entouré d'une ficelle pour l'empêcher de s'ouvrir. Il est placé dans une grande casserole d'eau bouillante salée et cuit à feu moyen pendant environ 30 minutes. Il en est extrait, retiré du tissu et coupé en tranches d'env. 1.5 / 2 cm d'épaisseur et est servi avec une sauce très cuite et plutôt liquide. La viande doit être complètement défaite et il faut mettre des câpres en abondance dans l’eau.

#### Plats de poisson
La préparation du poisson est liée à Trieste à la tradition culinaire adriatique et, plus généralement, à celle du monde méditerranéen. Les plats les plus notables sont :
- le baccalà al pomodoro (cabillaud à la tomate), cuit au four avec des anchois et beaucoup de persil ;
- le branzino guarnito (bar garni), cuit au four avec l'ajout d'une farce de crevettes, moules et palourdes ;
- les canocie in busara, des crevettes accompagnées d'une préparation composée de chapelure, de tomates, de poivre et de vin. La busara, qui donne son nom au plat, est un récipient, généralement en terre cuite, utilisé dans les navires ;
- les sardoni in savòr (anchois marinés au vinaigre), un plat d'origine vénitienne qui est fait en étalant une ou plusieurs couches d'anchois frits sur autant de couches d'oignons, ces derniers étant cuits avec l'ajout de vinaigre, de laurier et d'ail selon le goût. Le tout doit macérer pendant au moins deux jours (au réfrigérateur) avant d'être consommé. La recette semble avoir des origines très anciennes.

#### Plats de viande

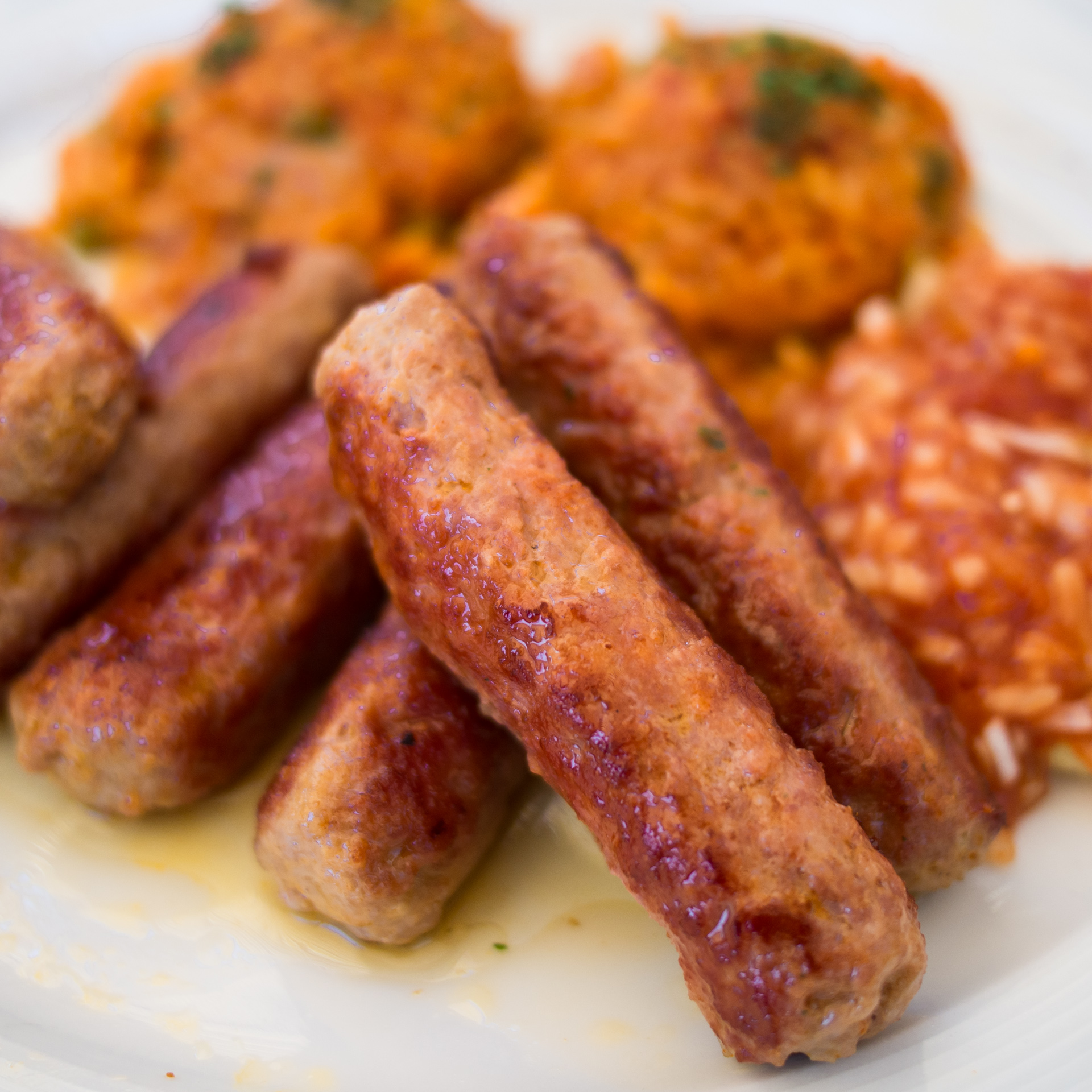
Cevapcici.

Les familles de Trieste sont également friandes de plats à base de viande, non seulement de porc et de bœuf, mais aussi de mouton. Parmi les plats les plus appréciés :
- les cevapcici, boulettes de viande de forme cylindrique généralement très ou moyennement épicées, cuites sur le gril. La recette, bien qu'avec des variations locales concernant la taille et les proportions de viande et d'épices, est commune à toute la région des Balkans ; le nom local dérive du diminutif slovène de leur nom en serbe, ćevapi. Elles sont similaires aux mititei roumains, mais de taille plus petite : en Roumanie et en Bulgarie, elles atteignent généralement 15 cm de long, en Serbie 10 cm, en Bosnie 5 cm. La version présente dans la cuisine de Trieste est plus proche de la taille de la cuisine bosniaque ;
- la goulasch, plat traditionnel hongrois à base de ragoût de bœuf, avec l'ajout éventuel de pommes de terre, est très populaire dans la ville. Souvent, des morceaux de jambon sont également utilisés en complément ou parfois même, à la place des pommes de terre. Si la sauge est facultative, l'utilisation du paprika est un must ;
- la porzina con capuzi est un bol de porc bouilli accompagné de choucroute, de moutarde et de raifort ;
- le sanguinaccio alla boema (boudin à la bohème), originaire de bohème, est un boudin de porc pané, à l'ail et à la marjolaine ;
- l'agnello al kren est un agneau au raifort.

### Fromages

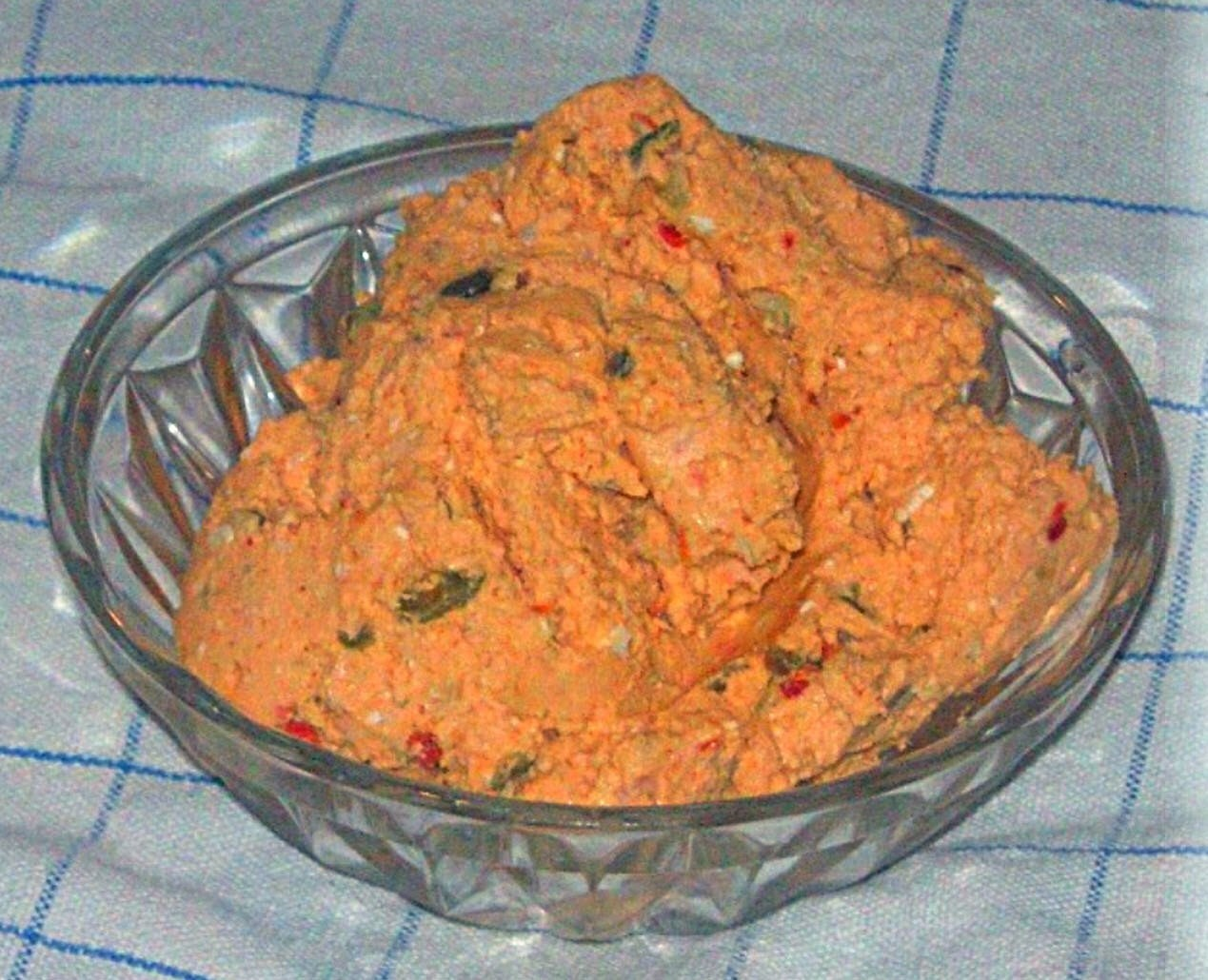
Liptauer.

À Trieste, des fromages de diverses origines, italiennes et étrangères, sont largement commercialisés. Il est produit localement un fromage à la crème qui, étalé sur du pain, peut être consommé à tout moment de la journée, même en collation : le liptauer, également connu sous le nom de spuma di formaggio d'Ungheriade (mousse de fromage de Hongrie) et qui, malgré son nom, semble avoir une origine slovaque et non magyare. L'ingrédient de base avec lequel il a été transformé dans la seconde moitié du XIXe siècle, composé de fromage bryndza, vient de Slovaquie, qui appartenait à l'époque au royaume de Hongrie (1718-1867).
Au cours du XXe siècle, le liptauer est progressivement remplacé par la ricotta ou, plus rarement, par d'autres fromages à pâte molle. La ricotta est alors mélangée avec du beurre, des câpres, de la moutarde, des oignons, une pincée de paprika et des herbes aromatiques, dont le cumin. Certains, rompant avec la tradition, rajoutent un peu de rhum ou autre eau-de-vie, avec des résultats, selon les gourmets, très discutables.

### Accompagnements
Les accompagnements sont variés, avec parmi les plus typiques :
Le granzevole alla Trieste, à base de Maja squinado (crustacés pêchés dans l'Adriatique) blanchis pendant quelques minutes puis assaisonnés de jus de citron, de poivre et de persil. Ils servent également servi de collation.
Les patate in tecia, des pommes de terre coupées plus ou moins grossièrement et trempées dans un oignon frit et de la pancetta ou du guanciale. Après la cuisson, elles sont suffisamment salés et poivrés, et ne sont pas écrasées, car elles doivent conserver une certaine consistance. Elles sont généralement servis avec du goulasch ou d'autres viandes.

### Gâteaux

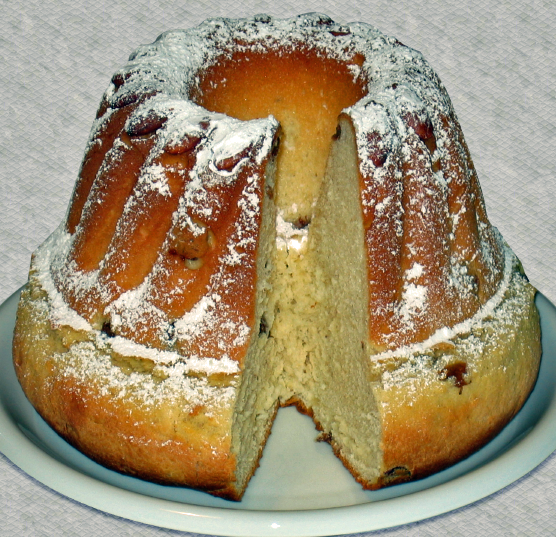
Kougelhopf.

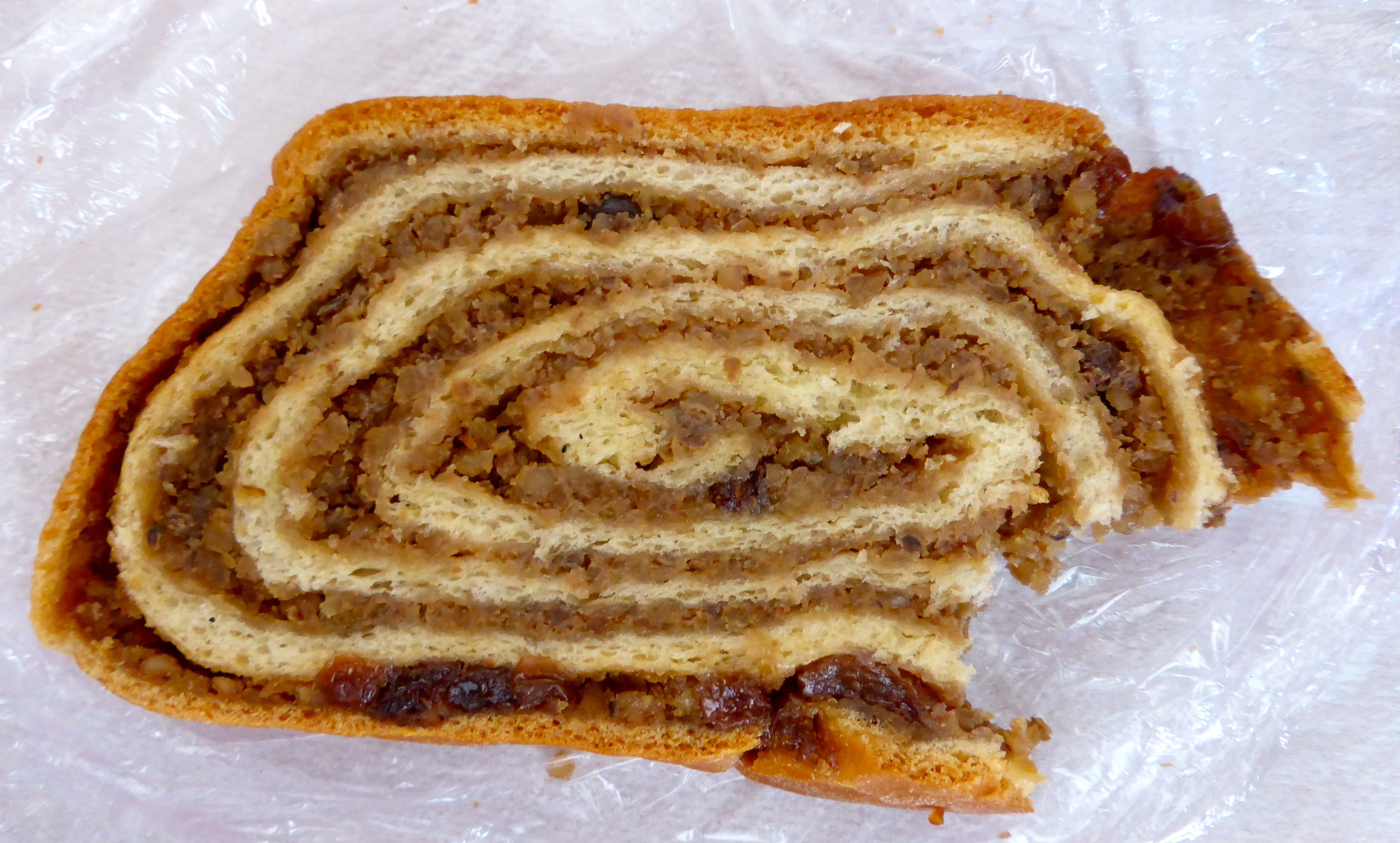
Putizza.

La gamme de douceurs est variée et de grande qualité, dont :
- le koch, une sorte de budino sucré ;
- le Kougelhopf, un gâteau en forme de cloche. D'origine autrichienne, il est préparé avec des amandes, des raisins secs et des zestes de citron ;
- la fava di Trieste, bonbons typiques aux amandes avec des œufs et du marasquin ;
- la pinza triestina, une pâte au levain sucrée généralement consommée à Pâques et préparée avec de la farine, des œufs, du beurre et du sucre en abondance, l'ajout de rhum, des zestes d'orange et de citron râpés, de la vanille. Egalement présente à Gorizia, les deux villes revendiquent sa paternité (mais peut-être que les véritables origines se trouvent en Europe centrale) ;
- le presnitz, probablement d'origine hongroise, composé de pâte feuilletée, de sucre, de noix, de pignons et d'amandes ;
- la putizza, un dessert karstique à base de pâte levée semblable à la gubana, mais avec une garniture beaucoup plus élaborée. Parmi les ingrédients, on trouve en effet du rhum, de la cannelle, des clous de girofle et de la muscade ;
- le strucolo, version locale du strudel d'origine autrichienne, préparé avec la traditionnelle garniture aux pommes, mais aussi avec des cerises ou d'autres fruits de saison.

## Boissons

### Vins
Les vins typiques de la province de Trieste sont le Terrano (en slovène, Teran ) et le Vitovska, protégés depuis 1985, par l'appellation d'origine du Karst (en slovène, Kras ) et par le consortium de protection relative, établi en 1993. Ce sont tous deux d'excellents vins qui sont produits à la fois dans le Karst italien (généralement par des vignerons appartenant à l'ethnie slovène) et dans le Karst slovène. Entre les deux, le Teranno jouit certainement d'une plus grande notoriété. C'est un vin de degré alcoolique modéré (généralement entre 10% et 12%), avec une robe rouge vif et un bouquet délicat. Il est légèrement fruité et convient à tous les types de viande. La température de service ne doit jamais être supérieure à 18°C et inférieure à 15°C.
Les vins de la région sont connus depuis l'époque romaine, et étaient considérés parmi les plus agréables et les plus authentiques de l'empire romain. Ils avaient également la réputation de posséder des qualités thérapeutiques mal définies qui ne semblent pas avoir été usurpées : selon certains chercheurs, en effet, les vins du Karst, grâce à la grande quantité de polyphénols qu'ils contiennent, ont le pouvoir de prévenir les maladies cardiovasculaires.

### Café
En plus d'être la ville des cafés, Trieste est aussi la ville du café. L'importance de Trieste sur le marché mondial de ce produit a également été récemment reconnue par le New York Stock Exchange qui a inclus le port de Trieste (le seul en Italie) parmi les cinq points de référence européens permettant de déterminer les prix internationaux du café.